# Influence minoritaire
L’influence minoritaire (également appelé influence sociale minoritaire ou innovation) est un processus par lequel les opinions minoritaires, les sources qui se posent comme déviantes, exercent une influence. L'influence minoritaire est un concept qui découle directement du concept d'influence sociale. L'émergence du concept d'influence minoritaire survient à la suite de l'incapacité à prendre en considération l'influence que pourrait avoir une minorité sur une majorité. Si le conformisme est un fonctionnement propre à la majorité, l'innovation est celle de la minorité.

## Historique
Jusqu'à la fin des années 1960, l'influence sociale était considérée comme exclusive à la majorité, centrée sur la dépendance de la minorité et issue essentiellement des travaux américains. L'influence sociale n'était considérée jusque-là qu'à travers la majorité qui est considérée comme plus apte à punir ou à récompenser les membres, tout en ignorant le potentiel d'influence de la minorité. Dès lors, la minorité ne peut être que la cible de l'influence de la majorité. Elle ne peut que s’adapter en se conformant ou résister en restant indépendante ou déviante aux valeurs, aux normes et opinions de la majorité.
Face à l'impasse des travaux antérieurs à considérer l'influence minoritaire, l'émergence de l'intérêt pour celle-ci apparaît vers la fin des années 1960, principalement via les travaux de Moscovici et son équipe. L'influence minoritaire s'effectue à travers un processus de changement social particulier, l'innovation, où une minorité ou un individu influence une majorité ou un groupe. L'innovation n'est ni une déviance, ni une non-conformité ou une indépendance. L'influence minoritaire ne se centre plus sur le rapport de dépendance mais plutôt sur les normes ou les contre-normes et aux comportements associés. Ainsi, l'influence de la minorité est enracinée dans la façon dont la minorité se comporte et aux attributions auxquelles ce comportement mène. En effet, le rapport de dépendance ne peut pas être considéré comme un facteur de cause de l'influence minoritaire, comme dans l'influence majoritaire, puisque la minorité ne possède pas autant de ressources pour pousser la majorité à se conformer.
Selon Moscovici, l'influence sociale n'a pas une perspective unilatérale où l'influence va de la majorité à la minorité mais une perspective bilatérale, symétrique, dans le sens qu'aussi bien la majorité que la minorité sont à la fois des émetteurs et des récepteurs potentiels. Un effet d'action et de réaction existe et permet à un groupe d'occuper les deux positions par alternance .

## Concept de base
L’influence minoritaire est aussi connue sous l’expression d’influence sociale minoritaire. Parce que comme son nom l’indique, elle se réfère aux rapports sociaux qu'entretiennent des individus et des collectivités. Néanmoins, elle est à appréhender comme un processus dynamique.  Si la conformité représente cette forme d’obéissance au groupe, cette tendance à adopter la même direction, voire les mêmes règles de ce groupe, le non-conformisme sera lui, d’une certaine manière, considéré comme une «déviance» en rapport à la norme. Se conformer représenterait donc le fait de suivre ou de céder à la pression du groupe, de se mobiliser voire de s’uniformiser. Ne pas se conformer tendrait à rendre la pression plus importante encore qu’elle ne le serait à la base. Dès lors, le conformiste se verrait davantage perçu tel « un adapté », «un efficace » alors que le non-conformiste se verrait recevoir les attributs opposés.

Asch a démontré que certains individus se conforment pour ne pas avoir à se distinguer. Sous cet angle, il est aisé d’envisager le conformisme comme un acte rationnel et le non-conformisme comme un acte irrationnel. Moscovici précise cependant qu’il ne faut céder ni à une apologie, ni à une dénonciation du conformisme selon la perspective que l’on adopte à son égard. Il affirme, en disant cela, que la vérité ne sort pas nécessairement de l’unanimité et que se conformer ne signifierait pas pour autant le fait d’être efficace ou adapté. L’auteur, pour qualifier l’influence minoritaire, dit d’elle qu’elle diffère de l’influence majoritaire contrairement à d’autres auteurs allant plutôt dans le sens qu’une influence minoritaire existe parce qu’une influence majoritaire elle-même existe.

## Processus
Selon Moscovici, l’influence sociale, donc interindividuelle, est avant toute chose un processus bidirectionnel et circulaire, comprenant une action, une réaction et une rétroaction. Il convient donc de comprendre l’influence comme allant d’une source à une cible mais une cible peut elle-même s’avérer être une source. Deux comportements peuvent intervenir au niveau de la cible/source d’influence : le comportement conformiste ou le comportement indépendant (ou résistant). Ainsi, l’influence interindividuelle peut avoir comme conséquence un certain contrôle social mais aussi un certain changement social, l’innovation. Et c’est dans ces termes que, selon Moscovici, l’influence provenant de la majorité se rapprocherait d’un contrôle ou d’une soumission, alors que l’influence sociale minoritaire dénoterait davantage de l’innovation.
L'influence sociale prend place dans les phénomènes du conformisme et de l’innovation. Plus précisément, elle concerne la persuasion par la persistance et la consistance de certains individus face aux groupes conformistes (Moscovici, 1985; Moscovici & Lage, 1976, 1978; Moscovici, Lage, et Naffrechoux, 1969; Moscovici & Nemeth, 1974; Moscovici et Personnaz, 1980). Mais c’est par le biais de l’innovation que le thème de l’influence minoritaire d’un individu (ou d’un groupe minoritaire) sur le groupe (ou la majorité) peut être traité. Dans ce contexte, l’innovation n’est pas à concevoir comme étant une déviance ou un non-conformisme. Moscovici l’envisage plutôt comme un des processus fondamental de l’existence sociale. Si le consensus (donc aussi le conformisme d’une certaine manière) a toute son importance, il n’est pas à négliger l’aspect crucial de l’apport de nouvelles idées, nouvelles normes. Par ailleurs, l’innovation est intimement liée à l'émergence de conflits dans les relations intergroupes.
En somme, l’influence sociale n’est pas qu’uniformisation (qui est une réduction des différences interindividuelles) et n’est pas que l’élimination de ce que l’on appelle « déviance ». La fonction de l’influence sociale est, au contraire, d’arriver à modifier un groupe, un système, pour atteindre un objectif via l’utilisation de chacune de ses ressources (y compris les déviantes).

## Qu'est-ce qu'une minorité?
Une définition de la minorité serait « une petite fraction ou un petit nombre (nombre inférieur à la moitié du total) d’individus qui partagent certaines opinions, certains jugements, certaines valeurs ou certains comportements, lesquels diffèrent toujours de ceux que partage la fraction plus nombreuse de quelque groupe important de référence ». (Moscovici, 1984)
Moscovici ajustera cette définition en signalant qu’une conception quantitative de la minorité est réductrice et, surtout, qu’elle donne l’impression d’un absolu à ce qui nécessiterait plutôt une approche relative (notamment en ce qui concerne l’appartenance à un groupe ou à une réalité sociale). Les traits caractéristiques d’une minorité innovante sont de ne posséder ni la force, ni la compétence, ni le nombre pour imposer son point de vue et encore moins de ne posséder le pouvoir. Rien ne semble favoriser la situation d’une minorité et, pourtant, le mouvement novateur se produit. Une minorité sera considérée comme « active » ou « passive » en fonction de la présence ou de l’absence de normes, opinions, jugements, attitudes ou comportements. De même, le terme de « minorité anomique » s’évoque lorsque cette dernière ne possède pas de règle. Nous parlerons de « minorité nomique » lorsqu’il y aura une prise de position en lien à la règle, s’en démarquant ou en s’y opposant, en adoptant ou proclamant une norme de rechange.

## Consistance et conflit

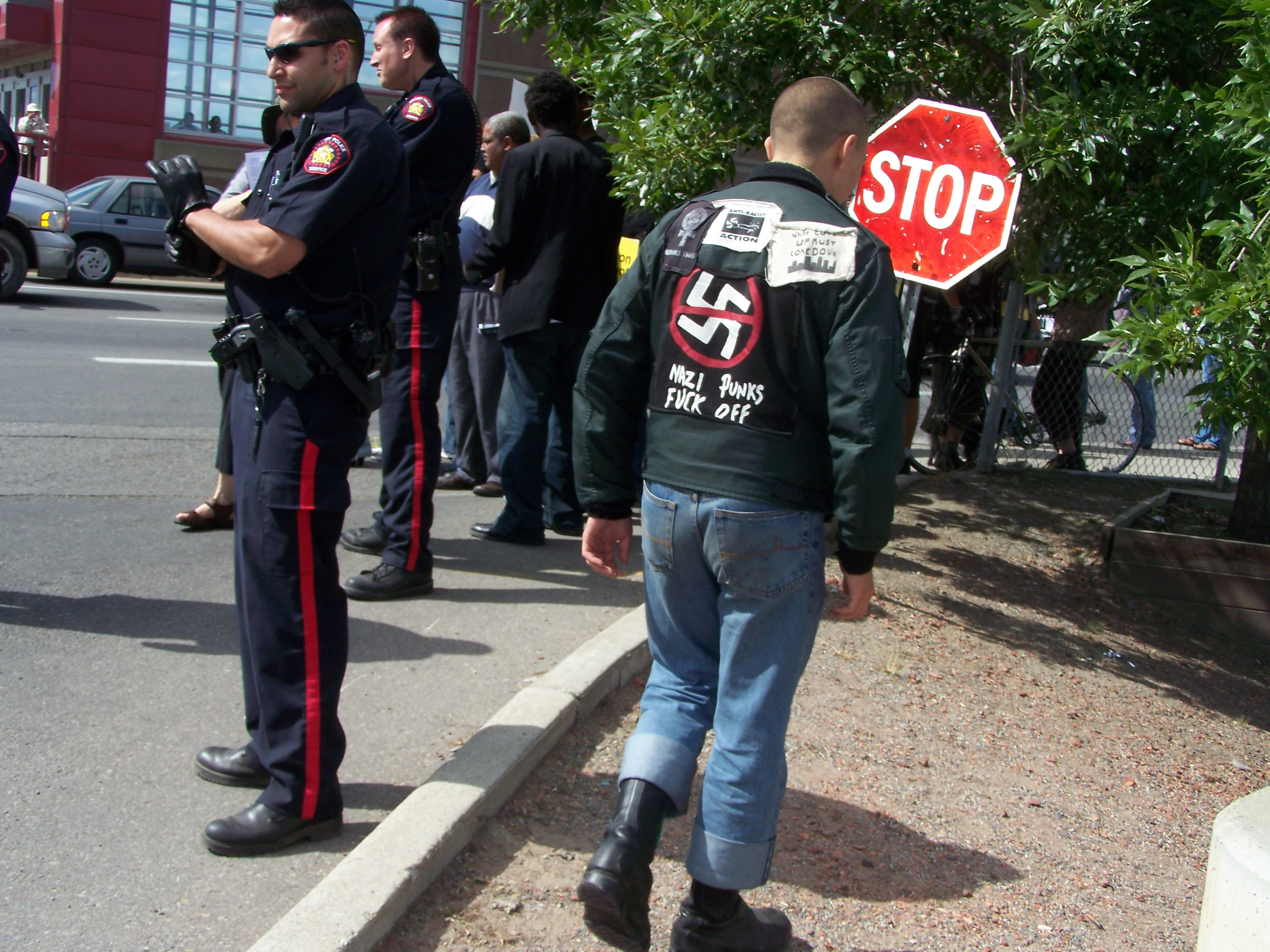
On a souvent une image des skinheads racistes, fascistes et nationaliste en tête, alors qu'il existe également des skinheads anti-racistes

Afin de parvenir à innover, une minorité se doit d’être une source active d’influence en adoptant un point de vue cohérent d’une part mais aussi en se faisant reconnaître socialement, ce qui touche à la question de la visibilité d’une minorité. Si l’on prend l’exemple du mouvement skinhead, la représentation sociale qui s’y associe n’englobe que son aspect fasciste, nationaliste, négligeant qu’un groupe de skinhead anti-raciste existe aussi.
Au niveau de l’innovation, nous pouvons nous arrêter quelque peu sur la création de conflit pouvant surgir entre minorités et majorités. Moscovici souligne que nous sommes quotidiennement dérangés lorsque les opinions auxquelles nous sommes confrontés divergent des nôtres. Dans cette perspective, se conformer aux opinions majoritaires permet d'éviter le conflit. 

### Mise au défi du consensus social
Penser que l’autre pense comme soi-même peut être une tendance, nous nous plaçons ici sous l’angle de la majorité. Seulement, dans la situation où il s’avère que ce n’est pas le cas, qu’il y a un désaccord ou que l’autre pense différemment, l’effet de surprise peut intervenir pour donner lieu ensuite à un questionnement. Ce dernier peut donner lieu à une attribution de causalité répondant davantage au comportement de désaccord plutôt qu’à son propre point de vue. Dans le cas où le désaccord persiste (exemple d’une minorité maintenant son point de vue), un nouveau questionnement peut surgir et c’est à cet instant qu’il est possible de percevoir ce qui freine le consensus. Le fait, pour un individu ou une minorité de maintenir un désaccord est ce qui se nomme « la mise au défi du consensus social unanime ». Le consensus s’avère nécessaire pour l’harmonie, le bien-être dans le groupe, et ceci convient aux relations interpersonnelles où l’on viserait à éliminer toute menace susceptible d’altérer la convivialité. Seulement, pour l’individu ou la minorité voulant exprimer une opinion propre, le conflit est un passage obligé car il permet, d’une part, d’interpeller la majorité et, d’autre part, de remettre en question les acquis, la soumission et, surtout, de redéfinir une réalité où tout le monde semble d’accord alors qu’il n’en est rien.
Moscovici rajoute, à cette étape-ci, que la divergence, le différend, le conflit, créent un sentiment de menace. En d’autres termes, les perturbateurs seraient « créateurs d’incertitudes » et cette incertitude aurait pour effet, soit, de faire baisser allant peut-être jusqu’à une perte de confiance en son propre jugement, soit, d’enclencher un processus de validation de jugements dans l’optique de concessions à entreprendre. Seulement, la concession ne se fait pas pour le plaisir d’en faire et, dans l’idée d’avoir à valider un jugement, il est préférable de commencer par valider celui d’autrui, ceci fait intervenir le processus de comparaison sociale. Les deux processus évoqués ci-dessus constituent les deux éléments essentiels du processus de base qu’est l’influence minoritaire.

### Exemple d'expérience

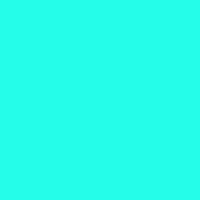
Bleu ou vert ?

Cette expérience de Moscovici, Lage et Naffrechoux, s’inspirant de l’étude sur le conformisme de 
Solomon Asch, mettait en scène 6 participants qui devaient émettre un jugement sur la couleur et l’intensité lumineuse de six diapositives bleues. La condition expérimentale était constituée de quatre sujets naïfs et de deux complices des expérimentateurs. Chaque participant donnait sa réponse l’un après l’autre et à voix haute. Les complices répondaient en position 1 et 2 et donnaient à chaque fois une réponse erronée : vert à la place de bleu. Les participants se ralliaient à la réponse erronée émise par les complices dans 8,25 % des cas contre 0,25 % dans les groupes contrôles. Les groupes contrôles étaient composés de six sujets  naïfs  qui indiquaient leurs réponses par écrit.
Dans une seconde étude, toujours menée par les auteurs précédents, les complices disaient cette fois-ci tantôt vert, tantôt bleu. Le taux de réponses « vert » était de 1,25 % (pas de différence avec la situation contrôle). L’effet de l’influence minoritaire est ici plus faible que dans la première situation.

## Adhésion publique vs adhésion privée
Plus un conflit est intense, plus la nécessité de le résoudre sera présente. Dans la tentative de résolution du conflit, il s’agira de placer l’objet de discorde dans un processus de validation pour ensuite confirmer ou infirmer l’argument d’autrui (ou argument minoritaire). Seulement, il ne suffit pas que l’argument minoritaire soit validé par la majorité pour que le consensus soit instauré. Ici, nous pouvons observer que même dans la diminution ou la suppression du conflit, une situation à éviter est celle de perdre la face. Passage à sourcer[réf. nécessaire]  Ceci consiste en un dernier rempart au fait de s’associer à un point de vue minoritaire. Le dernier point évoqué nécessite cependant une précision. Les études démontrent qu’il est plus facile d’être enclin à accepter un point de vue minoritaire au niveau privé (cognitif) qu’au niveau public (ce qui fait surgir l’importance de la pression du groupe évoqué plus haut). En effet, il y aurait une ambivalence entre le conformisme et l’innovation mais cette ambivalence s’exprimerait différemment selon que l’on se retrouve face à une majorité ou minorité. Face à la majorité, l’attirance serait exprimée publiquement et l’hostilité serait privée alors que ce serait l’inverse pour la minorité, comme évoqué plus haut. Nous en arrivons donc à considérer que l’influence sociale ne se fait pas uniquement dans le sens de l’argument du plus fort.
L’harmonie intérieure peut être troublée lorsque l’on est amené à adopter un point de vue différent et, parfois, opposé à d’autres points de vue personnels antérieurs.

## La négociation

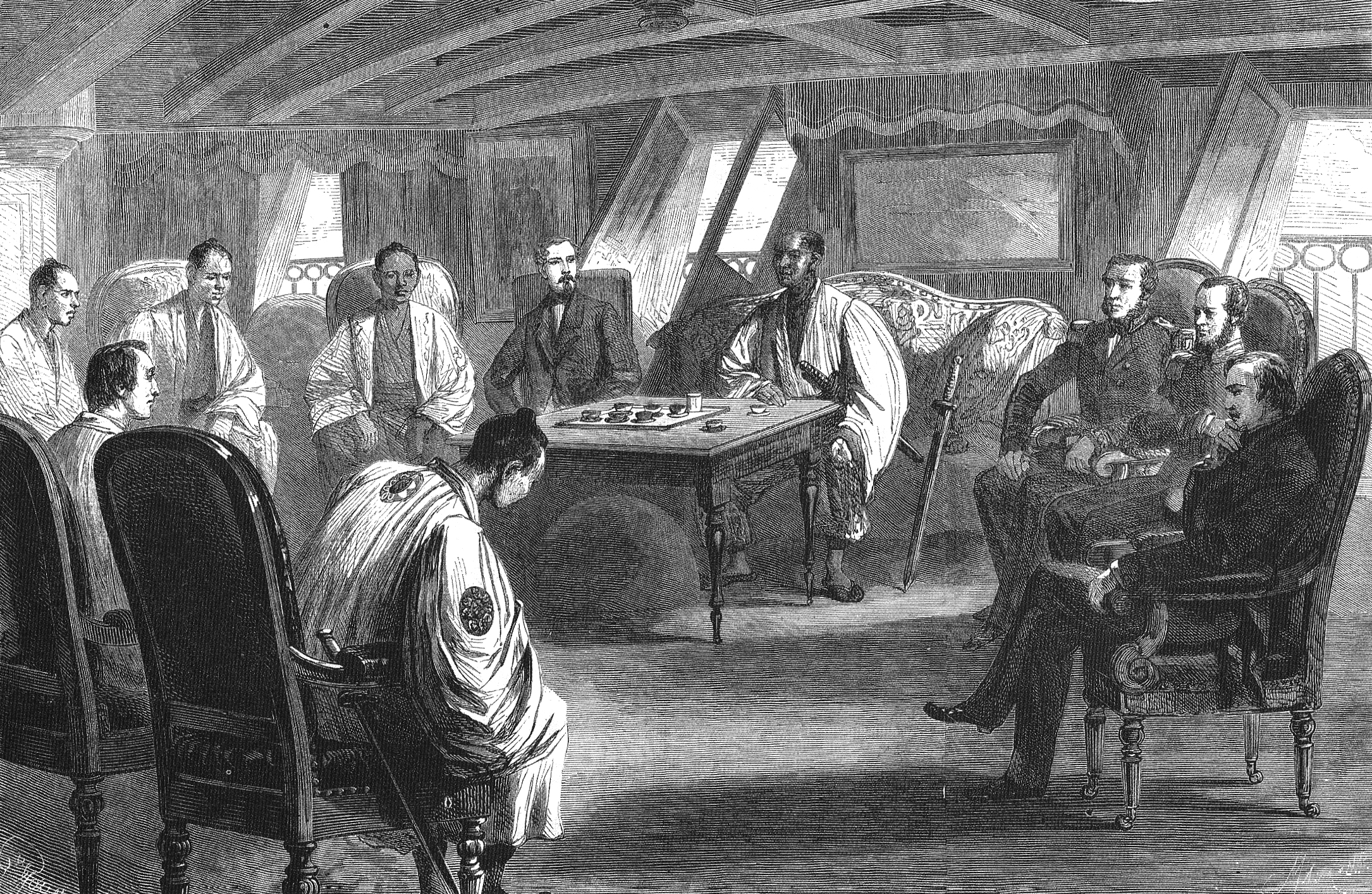
La négociation est un processus de persuasion.

L’influence sociale, lorsqu’elle provient de la majorité, est une influence normative, au contraire de l’influence minoritaire qui, elle, dépend du contexte social dans lequel elle opère. Cette influence-ci s’apparente à la négociation lorsqu’il y a à se référer au but qui consiste à rétablir un consensus social sans avoir à trop faire de concession et en privilégiant son point de vue. Chaque type d’influence représente un type de négociation et c’est en ces termes que la minorité active devient une source possible d’influence.
En premier lieu, la négociation s’avère être plus qu’un simple échange d’informations, il s’agit en fait d’un réel processus de persuasion, d’usage de rhétorique afin de modifier le jugement de l’autre. L’influence, sous la forme de négociation, est déterminée par la consistance (répétition d’arguments) avec laquelle un individu défend son opinion. L’influence d’une minorité ne peut se faire sans consistance. L’hypothèse, ici, émise par Moscovici consiste à dire que l’influence se fait des individus les plus consistants sur ceux qui le sont moins. Le conflit cognitif vécu face à un argument divergent du sien amène, d’une part à faire prévaloir son opinion ainsi qu’à envisager d’emblée le fait de faire des concessions, comme déjà précisé.

## Les styles comportementaux
Enfin, Moscovici abordera la notion de style comportemental adopté par la minorité face à différents points de vue. Ces styles comportementaux s’adoptent selon l’angle de la négociation (et réduction des incertitudes) et selon l’angle de l’organisation des opinions (rhétorique). Un style comportemental se définit comme un arrangement intentionnel de signaux verbaux et non verbaux exprimant la signification de l’état présent et l’évolution de l’état futur de ceux qui les affichent. Le style comportemental est un facteur de réussite ou d’échec de l’influence. Il existe cinq styles qui sont l’investissement, l’autonomie, la consistance, la rigidité et l’équité. 
- L’investissement dépend du temps, de l’énergie et sacrifices opérés d’un individu pour son groupe, il s’agit de l’importance accordée à son idée ou objectif. Ce style donne, d’un point de vue extérieur, l’impression d’une conviction très forte en son groupe.
- L’autonomie, elle, représente l’indépendance du jugement et de l’attitude et reflète sa détermination dans son principe.
- La consistance joue un rôle décisif dans l’acquisition et l’organisation de l’information.
- La rigidité et l’équité dépendent, quant à elles, de la perception de la majorité sur le niveau de compromis et de souplesse dans les manières d’exprimer les désaccords.

Moscovici donne une importance particulière à la consistance, en précisant qu’il s’agit d’un nombre important de comportements répétant de manière persistante une affirmation. Ceci se fait en évitant de donner des informations contradictoires entre elles (d’où l’importance d’une cohérence au sein de son argumentation).

### Impact de la consistance: exemple d’expérience sur les différentes formations
Plusieurs sujets ont été réunis afin de prendre une décision sur le plan de la politique d’une nation. Leur but était d’évaluer le niveau des institutions démocratique selon deux critères : la plus ou moins grande liberté des élections et l’importance du contrôle de l’état. Une partie de ces sujets ont reçu au préalable une formation visant à les amener à appuyer la notion d’élections libre comme indice du niveau de démocratie. L’idée était que plus les élections étaient libres, plus le niveau de démocratie était élevé, soit un indice relativement simple. L’autre partie des sujets était formée à l’importance du contrôle de l’état et était donc amenée à en savoir davantage sur le second indice. Seulement l’idée était ici, que le niveau de démocratie est faible s’il y a trop ou trop peu de contrôle étatique et il est élevé si le contrôle de l’état est moyen. À ce niveau, le regard est plus complexe et c’est à ceci que se réfèrera le niveau de consistance. Autrement dit, les sujets ayant à appuyer l’argument simple ont moins de variabilité dans leur réponse, ce qui les mène à une consistance plus forte au contraire des sujets à l’argument complexe qui auront un niveau variable de réponse, soit une consistance moins forte. Cette situation créée est appropriée au thème de la situation du conflit car elle nécessite un certain consensus aux prix d’échange d’informations et de persuasions. Pour évaluer l’influence sociale, deux groupes de trois sujets ont été formés, un premier contenant deux membres consistants et un membre moins consistant et, inversement, deux membres moins consistants avec un membre consistant. L’hypothèse disant que les individus les plus consistants influent sur ceux qui le sont moins fut confirmée ici, lorsque l’on a observé que les individus les moins consistants étaient ceux qui s’écartaient le plus de leur formation. En général, les sujets les plus consistants s’écartaient le moins de leur formation, même lorsqu’ils étaient en sous-nombre ce qui met en évidence l’importance du style cognitif.
Dans la théorie de l’attribution, le comportement de l’autre est à expliquer selon des caractéristiques en lien soit à la personne, soit à la situation, soit à l’objet. Face à un individu en désaccord, la tendance sera de faire un lien unique à des caractéristiques personnelles. Dans le cas où il y aurait deux individus en désaccord avec le consensus, le refus serait ici attribué à la fois à des caractéristiques personnelles et à des caractéristiques en lien à l’objet. C’est lorsqu’il y a un intérêt à l’objet que le processus de validation commence. Deux individus créeront à la fois une consistance interne (cognitive) et une consistance interindividuelle.

## Étapes de l’influence minoritaire
Mugny et Perez décrivent l’influence minoritaire sous l’angle chronologique. Selon eux, l’influence se produit initialement lors de l’émergence de la minorité, quand celle-ci dévoile ses vues à la majorité. C'est une étape essentiellement marquée par une désapprobation, par un rejet. Ensuite se passe la mise en place de nouvelles idées, la propagation de ces dernières via un ensemble de discussions naissantes autour de celles-ci. À ce stade-ci, il est fort probable que le message, à l’extérieur de la minorité, soit refusé. Néanmoins, c’est la séquence où l’information se diffuse peu à peu, où elle pénètre voire oriente le système de croyances et comportemental des cibles d’influence. La dernière phase, étape décisive à l’influence minoritaire, est l’éventuelle conversion au point de vue minoritaire.
Pour résumer, l’influence sociale est à concevoir tel un processus bidirectionnel et circulaire. La minorité si, au départ, est définie de manière quantitative, sera par la suite présentée comme étant relative et contenant des traits distincts (passivité, activité, nomique ou anomique). L’influence minoritaire se fait s’il y a conflit. Conflit causant attribution causale et perception de frein. Le conflit maintenu est appelé la mise au défi du consensus social. Incertitude et sentiment de menace peuvent en découler, menant soit à la baisse (ou la perte) de confiance, soit à un processus de validation du jugement d’autrui. Si ce dernier est validé, il y a encore le fait d’éviter de perdre la face qui peut surgir. Enfin, l’influence minoritaire se rapproche de la négociation ou du processus de persuasion via des styles comportementaux (dont notamment la consistance). Styles comportementaux pouvant être adoptés tant par la minorité que par la majorité.

## L'influence minoritaire, différente de l'influence majoritaire?
Il existe de nombreux modèles qui tentent  d'expliquer le processus de l'influence minoritaire, certains pensent qu'il se distingue de celui de l'influence majoritaire, et d'autres qu'il s'agit du même processus pour les deux types d'influence. Martin et Hewstone distinguent les modèles à double processus et les modèles à processus unique selon qu'ils distinguent ou non le processus d'influence pour la majorité et la minorité. 

### Modèles à double processus
Les modèles à double processus proposent d'expliquer l'influence minoritaire et majoritaire par deux processus distincts. Les modèles proposés ci-dessous ne sont pas exhaustifs.

#### Théorie de la conversion
Selon la théorie de la conversion de Moscovici, un conflit d'influence majoritaire se résout avec un processus de comparaison sociale et la conformité du public alors que pour l'influence minoritaire, le conflit mène à l'examen du contenu du message et est résolu par un rejet public mais une acceptation en privé. Il existe quatre étapes dans l’influence minoritaire par lesquelles doivent passer la source et la cible.
- Première phase : Révélation

Toutes influences mènent à un conflit et les individus sont motivés à réduire ce conflit.
Il y a alors l’apparition du phénomène de la consistance, où le groupe doit maintenir le comportement qu’il avait eu au début pour entretenir le conflit assez longtemps. Les individus consistants apparaissent rigides, inflexibles rendant ainsi une négociation plutôt difficile.
La minorité doit se révéler dure ou rigide envers le pouvoir, et souple et flexible envers la population. La minorité doit adopter un mode de négociation différent selon les individus avec qui elle discute, la consistance sera considérée comme de la cohérence et non pas comme une interruption de la négociation si la minorité se montre inflexible dans l’application de ses idées avec la population. L’influence pourra être possible. Pour ce qui concerne le pouvoir, sa première réaction à l’apparition d’une minorité est le rejet. 
- Deuxième phase : Incubation

La comparaison sociale est peu probable pour la minorité (comparé à la majorité) car elle est en lien avec des traits indésirables.
De plus, il existe dans cette étape le phénomène d’intériorisation du conflit où le conflit rentre de plus en plus dans le système de pensée de chaque individu.
Il existe aussi le phénomène de dissociation où pour évoluer dans le sens de l’influence il suffit que ce qui est de l’ordre de la comparaison sociale (la source du message) se distingue de la validation (le contenu du message).
- Troisième phase : Conversion

La conversion est un processus subtil de modifications perceptuelles ou cognitives par lesquelles une personne abandonne ses réponses habituelles, afin d'adopter une autre réponse ou point de vue, sans nécessairement être conscient du changement ou bien de tout simplement être obligé de le faire. 
La conversion est à ce moment privée et non publique, de manière indirecte et différée. Il y a donc un problème de visibilité. Les individus n’adhèrent pas encore ouvertement au point de vue minoritaire.
- Quatrième phase : Innovation, phase de changement social

Cette étape se caractérise par le changement social et la cryptomnésie sociale.
Le changement social mis en place par l’existence d’un support social passe de l’état de privé à l’état de public.
La cryptomnésie sociale est un mécanisme consistant à accepter les idées minoritaires tout en ignorant l’origine de ces idées. De fait, il ne s’agit en aucun cas d’une approbation de la minorité même. Tout comme son nom l’indique, la cryptomnésie consiste en une mémorisation « secrète », une mémorisation dont on ne se rappellerait pas la provenance. Phénomène que vivrait la majorité à l’égard de l’idée minoritaire, à savoir, l’accueil et la défense d’un argument dans l’oubli de son origine. Ce mécanisme ne permet ni plus ni moins au pouvoir majoritaire que de conserver un certain avantage tout en niant les motivations et intentions de la minorité. La cryptomnésie sociale ne résout pas les discriminations subies par la minorité en général.

#### L’approche du consensus objectif
Il existe deux raisons pour lesquelles les individus préfèreront à chaque fois le message de la majorité.
- Les individus supposent que le point de vue de la majorité représente d’une certaine manière la vérité.
- Les individus traiteront du message de la majorité si ce dernier casse l'heuristique du faux consensus.

Les individus se voient comme semblables (au niveau attitudinal) à la majorité et différents à la minorité, donc ils s'attendent à être en accord avec la majorité et en désaccord avec la minorité.
En clair, s’il y a inconsistance, le message de la majorité sera plus sujet à des considérations car cela suscite la surprise et est motivant (pour chercher une solution et une compréhension), alors que pour la minorité, l'inconsistance est propre à la minorité et donc son message n’est pas surprenant et se révèle moins interpellant car il est considéré comme normal.

#### Théorie de la convergence/divergence
Cette théorie de Nemeth met en évidence la différence de styles de pensée entre la majorité et la minorité.
L'influence majoritaire mène les individus à se concentrer sur la position majoritaire. Les individus emploient à l’encontre de la majorité un style de pensée convergent où ils sont d’accord avec la réponse majoritaire. Cette situation engendre du stress et provoque une focalisation sur un détail sans que les individus soient capables de s’en détacher et donc ceci entraînerait le fait qu’ils envisageraient moins l’opportunité d’avoir des alternatives.
L'influence minoritaire mène les individus à considérer un ensemble de problèmes et de questions. Plus précisément, les individus emploient à l’encontre de la minorité un style de pensée divergent où ils ne sont pas dans une situation de stress et où il n’y a pas de focalisation de l’attention sur un aspect particulier. Par conséquent ils envisageraient plus d’alternatives même celles qui ne sont pas proposées par la minorité.
Cette différence  d’attitude envers  la majorité et la minorité s’explique par le stress. La situation lors de l’accord avec la majorité est plus stressante que celle de la minorité et donc les individus font en sorte que leurs attitudes soient en accord avec la majorité et en désaccord avec la minorité.

### Modèles à processus unique
Les modèles à processus unique proposent d'expliquer l'influence minoritaire et majoritaire par un processus commun. Les modèles proposés ci-dessous sont les plus représentatifs du genre et ne constituent pas une liste exhaustive. 

#### Modèles mathématiques
Les modèles mathématiques, que ce soit la théorie de l'impact social ou le modèle de l'impact social (présentés ci-dessous), mettent en évidence la relation mathématique entre le nombre de personnes dans les groupes et l'influence exercée aussi bien par la minorité que la majorité.

##### Théorie de l’impact social
La théorie de l'impact social de Latané est une méta-théorie qui décrit la façon dont les individus réagissent à la pression sociale, elle explique l'influence sociale par la quantité d'impact social qu'une source a sur la cible. L'impact social est déterminé par une fonction multiplicative de trois facteurs ; à savoir la force, l'immédiateté et le nombre,. 
- La force (strength) se réfère à un ensemble de facteurs, qui fait qu'une personne est influente, le statut de la personne en est un parfait exemple.
- L'immédiateté (immediacy) se réfère aussi bien à la proximité physique ou sociale, et donc à un manque de barrières ou filtres, qu'à la proximité dans l'espace ou dans le temps entre les individus.
- Le nombre (number) se réfère, quant à lui, simplement au nombre de personnes sources et/ou cibles d'une influence sociale dans une situation donnée.

L'impact social est proportionnel à la racine carrée du nombre de personnes présentes

Ainsi, il suffit qu'un seul de ces trois facteurs soit faible pour que l'impact social résultant soit faible. De plus, la relation entre ces trois facteurs et l'impact social n'est pas linéaire. En effet, selon cette théorie, l'impact ajouté à l'arrivée d'un nouveau membre sera toujours moins important que celui de son prédécesseur. Ainsi, l'impact social individuellement ajouté par un nouveau membre décroit progressivement au fur et à mesure que des personnes rejoignent le groupe, même si celui du groupe augmente. Selon Latané, l'impact total est proportionnel à la racine carrée du nombre de personnes présentes. Par exemple, l'impact total d'un groupe de neuf personnes correspondrait à l'influence accumulée de trois personnes prises individuellement puisque {\displaystyle {\sqrt {9}}} égale 3. 
La formule mathématique se présente donc ainsi avec I = Influence et N = Nombre : {\displaystyle I={\sqrt {N}}}
Selon la théorie de l'impact social, un groupe minoritaire sera toujours moins apte à exercer une influence par rapport au groupe majoritaire. Étant donné que le groupe minoritaire possède généralement moins de force, moins d'immédiateté et, a, par définition, moins de membres, son impact social, par la combinaison de ces trois facteurs, sera moins important et il exercera donc moins d'influence que le groupe majoritaire. Ainsi, le groupe minoritaire a également moins de ressources pour récompenser ou punir les membres du groupe,.
Il est intéressant de souligner que Latané considère que sa théorie de l'impact sociale est catégorisée à tort par de nombreux auteurs comme un modèle à processus unique, préférant le catégoriser comme un modèle à processus multiples.

##### Modèle de l’impact social

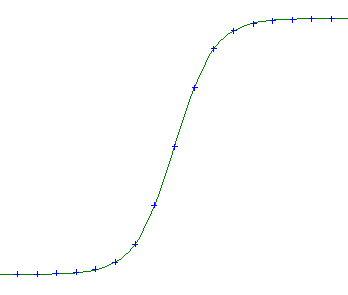
La relation entre le nombre et l'influence correspond à une fonction sigmoïde

Le modèle de l'impact de social de Tanford et Penrod, tout comme la théorie de l'impact social, met en évidence le lien entre le nombre des membres dans un groupe et son l'influence. Ainsi, l'influence minoritaire est moins affluente que l'influence majoritaire à cause du nombre moins important. Cependant, ce modèle se diffère de la théorie de l'impact social sur certains points. Une des principales différences est que l'impact social ajouté individuellement tend à augmenter progressivement à l'arrivée des membres mais à un certain seuil, il décroit au fur et à mesure que des personnes rejoignent le groupe. Graphiquement, le lien entre l'influence et le nombre de membres correspond à une courbe sigmoïde également appelée courbe en S.

#### Théorie de l'autocatégorisation
Selon la théorie de Turner, un individu construit son identité à travers un processus d'autocatégorisation. L'influence découle des personnes qui sont catégorisées comme similaires à soi sur les dimensions pertinentes au sujet d'influence. Les personnes perçues comme différentes ont peu de chance d'être une source d'influence. Cependant, cela ne veut pas dire que les personnes similaires ont toujours le pouvoir. En effet, les individus peuvent résister aux changements par la recatégorisation de soi, du groupe ou de la pertinence du sujet d'influence, ou alors par l'action afin d'amener la source à changer d'opinion.
Selon cette approche, l'influence minoritaire ne peut être effective que si et seulement si elle est définie comme étant un sous-groupe de l'endogroupe et non comme un exogroupe. En effet, si la minorité est catégorisée comme différente, son influence sera réduite. 
En résumé, le processus d'influence expliqué à travers la théorie de l'autocatégorisation met en évidence la relation entre l'importance de la similarité perçue avec la source et l'influence effective.